# Col de Chaude
Le col de Chaude est un col situé les Préalpes vaudoises en Suisse. Il est situé dans le canton de Vaud sur la commune de Villeneuve à 1 621 mètres d'altitude.

## Géographie
Le col de Chaude est situé au-dessus de Villeneuve, il sépare la vallée de l'Hongrin (bassin versant du Rhin) du lac Léman (bassin du Rhône), à ce titre il marque la ligne de partage des eaux entre la mer du Nord et la mer Méditerranée.
Il est situé entre les rochers de Naye au nord-ouest et la pointe d'Aveneyre au sud-est.